# Hawir al-Salib
Hawir al-Salib (tiếng Ả Rập: حوير الصليب) là một ngôi làng Syria nằm ở Subdistrict của huyện Hama ở tỉnh Hama. Theo Cục Thống kê Trung ương Syria (CBS), Hawir al-Salib có dân số 970 trong cuộc điều tra dân số năm 2004. Cư dân của nó chủ yếu là Alawites.